# Matthew Mendy
Matthew Mendy (* 13. Juni 1983 in Serekunda) ist ein ehemaliger gambischer Fußballspieler.

## Verein
Der Mittelfeldakteur spielte in seiner Heimat Gambia für verschiedene Vereine, ehe er sechs Jahre in den USA aktiv war. 2007 folgte der Wechsel nach Deutschland zum KFC Uerdingen 05 und später dem 1. FC Kleve. Anschließend war er für weitere Vereine in Europa und Asien aktiv. 2018 beendete er seine Karriere bei Kokkolan Palloveikot in Finnland.

## Nationalmannschaft
Zwischen 2006 und 2008 absolvierte Mendy mindestens 13 Partien für die gambische A-Nationalmannschaft und erzielte dabei einen Treffer gegen Algerien.